# Tomori Kusunoki

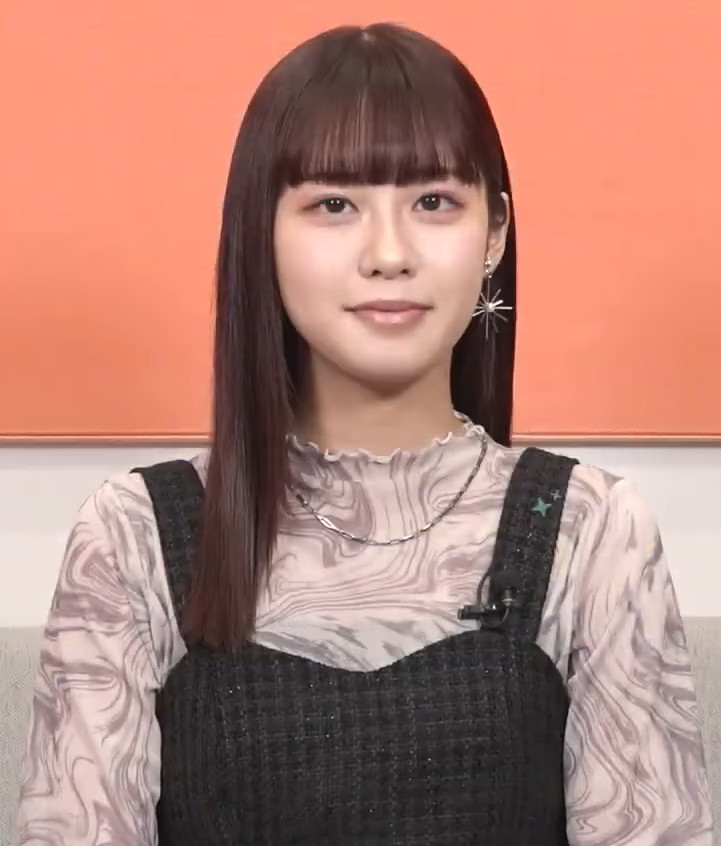
Tomori Kusunoki, 2023

Tomori Kusunoki (楠木 ともり Kusunoki Tomori; * am 22. Dezember 1999 in Tokio) ist eine japanische Synchronsprecherin und Singer-Songwriterin, die zum Management Sony Music Artists gehört.
Sie hatte Hauptsprechrollen in verschiedenen Anime-, Videospiel- und Hörspielproduktionen, darunter in Märchen Mädchen, Sword Art Online Alternative: Gun Gale Online, The Misfit of Demon King Academy, Love Live! Nijigasaki High School Idol Club, Chainsaw Man und My Senpai is Annoying.
Als Sängerin veröffentlichte Kusonoki zwei Studioalben, vier EPs, sowie mehrere Singles, welche mehrheitlich Notierungen in den heimischen Album- bzw. Singlecharts erreichen konnten.

## Biografie

### Privates
Geboren wurde Tomori Kusunoki am 22. Dezember 1999 in der japanischen Hauptstadt Tokio. Im Alter von drei Jahren erhielt sie erstmals Klavierunterricht. In ihrer Zeit an der Mittelschule war sie Mitglied im Brass-Musikclub ihrer Schule; an der Oberschule war sie Teil des Light-Music-Clubs.
Im Jahr 2021 wurde bei ihr eine Fehlbildung diagnostiziert, welche für Schmerzen und Taubheitsgefühle bei Tanzauftritten oder anderen anstrengenden Tätigkeiten sorgten. Im Jahr 2022 wurde bestätigt, dass Kusunoki am Ehlers-Danlos-Syndrom leide.

### Karriere

#### Als Synchronsprecherin
Kusunoki entdeckte ihr Interesse an Anime als sie das zweite Jahr der Mittelschule besuchte. Ihr Wunsch, Synchronsprecherin zu werden, wurde durch Kana Hanazawa, die in der Anime-Umsetzung Kobato dem titelgebenden Charakter ihre Stimme lieh, geweckt. Sie beschloss, an einem Casting von Sony Music Artists teilzunehmen. Da sie allerdings fürchtete, dieses als Synchronsprecherin nicht zu bestehen, bewarb sie sich als Sängerin. Am Ende wurde ihr ein Spezialpreis zugesprochen.
Im Jahr 2017 gab sie schließlich ihr Debüt als Synchronsprecherin, als sie in der Anime-Produktion Eromanga Sensei eine kleine Nebenrolle spielte. Im gleichen Jahr erhielt sie ihre erste Hauptrolle, als sie die Hauptprotagonistin Kirara im Smartphone-Spiel Kirara Fantasia sprechen durfte. Im Jahr 2018 sprach sie ihre erste Hauptrolle in einer Anime-Fernsehserie als sie ausgewählt wurde, dem Charakter Hazuki Kagimura in Märchen Mädchen ihre Stimme zu leihen. In Sword Art Online Alternative: Gun Gale Online sprach Kusunoki die Protagonistin Llenn und sang mit To See the Future das Lied in der Abspannsequenz. Auch war sie als Synchronsprecherin an der Entstehung des Media-Mix-Projektes BandMeshi des Entwicklers Konami involviert, in der sie die Gitarristin Yokaze Tsuyuri sprach. Im Love-Live-Franchise erhielt sie die Sprech- und Gesangsrolle der Setsuna Yūki. Nachdem sie im Jahr 2021 aufgrund einer diagnostizierten Fehlbildung ihre musikalischen Aktivitäten pausierte, trat sie ein Jahr später von dieser Sprechrolle zurück als bei ihr das Ehlers-Danlos-Syndrom bestätigt wurde.
Im Jahr 2019 sprach Kusunoki die Rolle der Melida Angel im Original-Anime Assassins Pride, welcher sie das Abspannlied Ijin-tachi no Jikan. Im gleichen Jahr war sie eine von fünf Preisträgerinnen des Newcomer-Preises bei den Seiyū Awards.
Kusunoki sprach zudem Rollen in den Anime-Fernsehproduktionen The Misfit of Demon King Academy, Seirei Gensōki, My Senpai is Annoying, Aharen-san wa Hakarenai, Chainsaw Man und Spy Classroom. Neben Synchronsprecherrollen für Anime, hat Kusunoki auch diversen Videospielcharakteren ihre Stimme geliehen, darunter Seraphy in Dragon Quest Rivals, Vice in Alchemy Stars, Claire in Bravely Default: Brilliant Lights, Ruka Kayamori in Heavens Burn Red oder Viper in Goddess of Victory: Nikke.

#### Als Musikerin
In den Jahren 2018 und 2019 veröffentlichte Kusunoki zwei Independent-CDs, mit zwei bzw. drei Liedern, die exklusiv auf ihren Konzerten verkauft wurde.
Im Jahr 2020 wurde bekannt, dass sie einen Vertrag beim japanischen Musiklabel Sacra Music unterschrieben habe und veröffentlichte ihre Debüt-EP Hamidashimono im August gleichen Jahres. Diese EP enthält vier Lieder, die allesamt von ihr geschrieben und getextet wurden. In den Jahren 2021 und 2022 folgten mit Forced Shutdown, Narrow und Yarazu no Ame die Herausgabe dreier weiterer EPs. Alle vier EPs erreichten Notierungen in den japanischen Single- bzw. Albumcharts von Oricon.
Am 24. Mai des Jahres 2023 erschien mit Presence und Absence ein Doppelalbum, welches zugleich ihr Debütalbum darstellt. Im November gleichen Jahres veröffentlichte das japanische Produzentenduo MIMiNARI ihre EP Nemurenai, auf welchem das gleichnamige Lied zu hören ist. Kusunoki steuerte für dieses Lied, welches in der Abspannsequenz zur Anime-Fernsehserie The Vexations of a Shut-in Vampire Princess zu hören ist, den Gesang bei.
Sie hat im Zuge ihrer Tätigkeiten als Synchronsprecherin für Anime-Produktionen, in Mixed-Media-Franchises und Videospielen zahlreiche Charaktersongs veröffentlicht.

## Sprechrollen (Auswahl)
| In Anime-Produktionen - 2018: Märchen Mädchen als Hazuki Kagimura - seit 2018: Sword Art Online Alternative: Gun Gale Online als Llenn - 2018: Release the Spyce als Ichiga Saiga - 2019: Assassins Pride als Melida Angel - seit 2020: The Misfit of Demon King Academy als Misha Necron - 2020–2022: Nijigasaki High School Idol Club als Setsuna Yūki - 2020: Deca-Dence als Natsume - seit 2021: Seirei Gensōki als Latifa - 2021: Wonder Egg Priority als Neiru und Airu Aonuma - 2021: My Senpai is Annoying als Futaba Igarashi - 2022: Aharen-san wa Hakarenai als Hanako Satō - seit 2022: Chainsaw Man als Makima - seit: 2023: Spy Classroom als Annett - 2023: Endo and Kobayashi Live! als Lieselotte Riefenstahl - 2023: Reborn to Master the Blade als Leone Olfa - 2023: Zombie 100 – Bucket List of the Dead als Shizuka Mikazuki - 2023: The Vexations of a Shut-in Vampire Princess als Terakomari Gandesblood - 2023: Butareba als Jess - 2024: Chained Soldier als Aoba Wakura | In Videospiel-Produktionen - 2017–2021: Kirara Fantasia als Kirara - 2018–2022: Nijigasaki High School Idol Club als Setsuna Yūki - 2019: Dragon Quest Rivals als Seraphy - seit 2020: Alchemy Stars als Vice - 2020: Dragon Quest X als Seraphy - 2021: Idoly Pride als Satomi Hashimoto - 2022: Bravely Default: Brilliant Lights als Claire - 2022: Heaven Burns Red als Ruka Kayamori - 2023: Goddess of Victory: Nikke als Viper und Makima Hörspiele/Drama-CDs - 2018: Seirei Gensōki als Latifa - 2020: Goblin Slayer als Redhead Forest Person - 2020: My Friend’s Little Sister Has It In for Me als Mashiro Tsukinomori - 2022: Tearmoon Empire als Anne Littstein - 2022: Endo and Kobayashi Live! als Lieselotte Riefenstahl |

## Diskografie

### Studioalben
| Jahr | Titel Musiklabel           | Höchstplatzierung, Gesamtwochen, AuszeichnungChartsChartplatzierungen (Jahr, Titel, Musiklabel, Platzierungen, Wochen, Auszeichnungen, Anmerkungen) | Anmerkungen                                                                   | [↑]: gemeinsam behandelt mit vorhergehendem Eintrag; [←]: in beiden Charts platziert |
| Jahr | Titel Musiklabel           | JP | Anmerkungen                                                                   |                                                                                      |
| ---- | -------------------------- | --- | ----------------------------------------------------------------------------- | ------------------------------------------------------------------------------------ |
| 2023 | Presence Sacra Music       | JP19 (3 Wo.)JP | Erstveröffentlichung: 24. Mai 2023 Individuelle Chartplatzierung in Japan #34 |                                                                                      |
| 2023 | Absence Sacra Music[JP: ↑] | JP19 (3 Wo.)JP | Erstveröffentlichung: 24. Mai 2023 Individuelle Chartplatzierung in Japan #35 |                                                                                      |

### EPs
| Jahr | Titel Musiklabel            | Höchstplatzierung, Gesamtwochen, AuszeichnungChartsChartplatzierungen (Jahr, Titel, Musiklabel, Platzierungen, Wochen, Auszeichnungen, Anmerkungen) | Anmerkungen                             |
| Jahr | Titel Musiklabel            | JP | Anmerkungen                             |
| ---- | --------------------------- | --- | --------------------------------------- |
| 2020 | Hamidashimono Sacra Music   | JP6 (7 Wo.)JP | Erstveröffentlichung: 19. August 2020   |
| 2021 | Forced Shutdown Sacra Music | JP4 (3 Wo.)JP | Erstveröffentlichung: 28. April 2021    |
| 2021 | Narrow Sacra Music          | JP9 (4 Wo.)JP | Erstveröffentlichung: 10. November 2021 |
| 2022 | Yarazu no Ame Sacra Music   | JP6 (3 Wo.)JP | Erstveröffentlichung: 1. Juni 2022      |
| 2024 | Toro (吐露) Sacra Music     | JP14 (2 Wo.)JP | Erstveröffentlichung: 6. November 2024  |

### Singles
| Jahr              | Titel Album                | Höchstplatzierung, Gesamtwochen, AuszeichnungChartsChartplatzierungen (Jahr, Titel, Album, Platzierungen, Wochen, Auszeichnungen, Anmerkungen) | Anmerkungen |
| Jahr              | Titel Album                | JP | Anmerkungen |
| ----------------- | -------------------------- | --- | --- |
| 2018              | To See the Future –        | JP18 (11 Wo.)JP | Erstveröffentlichung: 2. Dezember 2015 Abspann zu Sword Art Online Alternative: Gun Gale Online (Staffel 1) als Llenn             |
| 2020              | Akatoki Forced Shutdown    | — | Erstveröffentlichung: 23. Dezember 2020                                                                                           |
| 2021              | sketchbook Forced Shutdown | — | Erstveröffentlichung: 6. Februar 2021                                                                                             |
| 2021              | Taruhi Narrow              | — | Erstveröffentlichung: 25. August 2021                                                                                             |
| 2022              | Sankayō Yarazu no Ame      | — | Erstveröffentlichung: 31. März 2022                                                                                               |
| 2022              | Mōhitokuchi Yarazu no Ame  | — | Erstveröffentlichung: 12. Mai 2022                                                                                                |
| 2024              | Shingetsu –                | JP9 (3 Wo.)JP | Erstveröffentlichung: 8. Mai 2024 Abspann The Misfit of Demon King Academy (Staffel 2, Part 2)                                    |
| als Gastmusikerin |                            | | |
|                   |                            | | |
| 2023              | Nemurenai Nemurenai EP     | — | Erstveröffentlichung: 15. Oktober 2023 MIMiNARI feat. Tomori Kusunoki Abspanntitel zu The Vexations of a Shut-in Vampire Princess |